# Vespe e veleni
Vespe e veleni (titolo originale: To Fear a Painted Devil) è un romanzo giallo della scrittrice britannica Ruth Rendell, pubblicato nel 1965.
Il libro è stato tradotto in finlandese, tedesco, ungherese, giapponese, francese, spagnolo, sloveno, croato serbo, danese, oltre che in italiano.

## Trama
Linchester è un piccolo centro abitato, non lontano da Nottingham. Le villette e una grande villa sono abitate da persone agiate, che si conoscono tutte, almeno di vista. La zona era in passato una proprietà signorile, ma alcune vicende finanziarie hanno portato allo stato attuale e l'erede del fondo, Crispin Marvell, ha conservato solo una piccola e povera casetta, inizialmente destinata a ricovero per i poveri. Il 4 luglio, compleanno di Tamsin Selby (che col marito occupa la casa più lussuosa), tutti sono invitati a un party: i Gage, i King-Smith, Marvell, i Greenleaf, i Carnaby.
La riunione è più pesante del previsto: oltre al fatto che le persone non sono poi così  in amicizia, c'è una sgradevole sorpresa: Tamsin ha esposto un quadro che mostra Salomè con la testa di Giovanni Battista; il dipinto ha un realismo piuttosto macabro e il padrone di casa, Patrick Selby, rischia di svenire. Più tardi, le vespe, comuni nella zona, aggrediscono i cibi portati all'aperto e Carnaby, che aveva portato con sé un apposito insetticida, insieme a Patrick irrora il nido di veleno, ma Patrick si prende alcune punture e, poiché si sente male, il party finisce bruscamente.
Il dottor Greenleaf presta soccorso a Patrick e gli fa ingerire un antistaminico, ma si preoccupa che il paziente non abusi di altri farmaci. Il mattino seguente però, Patrick è trovato morto nel suo letto e nulla fa comprendere cosa l'abbia ucciso. Da quel momento Greenleaf non si dà pace perché, scopre, molte persone avevano motivo di desiderare questa morte: sul punto di divorziare, Patrick avrebbe lasciato Tamsin senza mezzi, in quanto non l'aveva mai tradita; lei invece se l'intendeva con Oliver Gage (convinto di mirare a una donna ricca). Altri moventi, apparentemente meno pesanti li avevano Carnaby, la cui sorella gemella Freda era innamorata di Patrick e, una volta unitasi a lui, non avrebbe più tenuto casa e bambina per il fratello, mentre Denholm King-Smith aveva saputo di essere rimasto solo e in minoranza nell'azienda di famiglia (perché Patrick aveva rilevato le quote degli altri azionisti.
Ma Patrick non era certamente morto per le punture delle vespe o per un veleno, bensì per la puntura di un'ape, insetto al quale era allergico. Questo particolare era sconosciuto persino alla sua sposa e cugina Tamsin, ma evidentemente qualcun altro lo aveva capito e aveva fatto in modo di raggiungere Patrick, stordito da medicine e sonniferi, per farlo pungere da un'ape catturata appositamente e poi fatta sparire. L'apicoltore della zona è Marvell, che messo alle strette confessa di avere agito nella speranza di sposare Tamsin, sempre per denaro, e dichiara di voler andare alla polizia. Invece inganna il medico e si toglie la vita nel bagno.

## Personaggi
- Tamsin Selby, donna affascinante, sta per compiere 27 anni.
- Patrick Selby, 29 anni, marito e primo cugino di Tamsin, ha ereditato l'azienda dal padre e produce vetri.
- Max Greenleaf, medico di mezza età, di origine è ebreo austriaco.
- Bernice Greenleaf, moglie e confidente del medico.
- Crispin Marvell, scapolo (più di cinquant'anni), aristocratico ridotto in povertà.
- Waller, farmacista.
- Oliver Gage, marito di Nancy, direttore di un giornale a tiratura nazionale, ma oberato dalla necessità di mantenere le precedenti mogli con i loro figli.
- Nancy Gage, terza moglie di Oliver.
- Jean e Shirley, precedenti mogli di Oliver, non agiscono nel romanzo, ma sono citate per le lettere che scrivono con richieste di denaro.
- Edward Carnaby, giovane vedovo, lavora di giorno e di sera frequenta corsi di formazione varia.
- Cheryl, figlia di Edward Carnaby, sette anni.
- Freda Carnaby, sorella gemella di Edward, gli tiene la casa e si occupa della sua bambina.
- Paul Gaveston, titolare di una ditta.
- Edith Gaveston, moglie di Paul.
- Linda e Roger, giovani figli di Edith e Paul, lei commessa e lui studente di agraria.
- Denholm King-Smith, socio di una ditta farmaceutica in comproprietà con zii e cuginni.
- Joan, moglie di Denholm e madre dei suoi cinque bambini: la coppia ha varie difficoltà a far quadrare il bilancio domestico.

## Edizioni in italiano
- Ruth Rendell, Vespe e veleni, traduzione di Maddalena Damiani, collana Il Giallo Mondadori n. 1689, Milano: 1981
- Ruth Rendell, Vespe e veleni, traduzione di Maddalena Damiani, collana I Classici del Giallo Mondadori n. 834, Milano: 1999
- Ruth Rendell, Vespe e veleni, traduzione di Maddalena Damiani, collana Bestsellers n. 1185, Milano: Oscar Mondadori, 2001